# Enzo Monteiro
Enzo Eduardo Monteiro de Castro Becerra (Santa Cruz de la Sierra, 27 de maio de 2004) é um futebolista boliviano que atua como atacante. Atualmente, atua pelo Auda FK, emprestado pelo Santos.

## Carreira

### Clubes
Enquanto seu pai jogava no país na época, Monteiro começou sua carreira em uma escola de futebol local chamada Toreto Garcia aos quatro anos de idade. Aos onze anos, ele se juntou ao time profissional Blooming. Ainda assim, apenas dois anos depois, ele se juntou ao Proyecto Bolivia 2022, um projeto criado para incentivar o desenvolvimento de jovens jogadores de futebol masculino bolivianos. Um ano depois, em 2018, enfrentou o Santos em amistoso e foi aprovado em uma peneira.
No final de 2018, Monteiro se mudou para o Brasil, assinando com o Santos ao mesmo tempo que os companheiros de equipe do Proyecto Bolivia 2022, Miguel Terceros e Christian Osinaga. Pouco depois, a dupla foi acompanhada por Leonardo Zabala, que Monteiro conhece desde os nove anos, pois seus pais jogavam futebol juntos na Bolívia.
Monteiro assinou seu primeiro contrato profissional com o Santos em 7 de junho de 2022, assinando por três anos com opção por mais dois anos. Na vitória do Santos sobre o Guarani, por 3 a 0, pela primeira rodada da terceira fase do Paulistão Sub-20, foi a primeira vez que o jogador atuou entre os onze iniciais. Marcou o primeiro gol pelo Sub-20 na vitória do Santos sobre o Corinthians por 1 a 0, no Estádio Alfredo Schurig, pela 3ª rodada da terceira fase do Campeonato Paulista Sub-20. Foi o titular da reta final da temporada, atuando em 14 jogos e marcando 4 gols, e esteve no time campeão paulista da categoria.
No final de 2022, passou por uma cirurgia no menisco do joelho esquerdo, que o deixou de fora da que seria sua primeira Copa São Paulo. Retornou ao Santos em abril e foi titular na goleada sobre o Cruzeiro por 7 a 3, no CT Rei Pelé, pela 7ª rodada do Brasileiro Sub-20. Em sua segunda temporada na equipe Sub-20, superou os seus números de 2022. sendo um dos artilheiros da categoria, com 11 gols marcados em 26 jogos.
Iniciou 2024 disputando a 54ª Copa São Paulo de Futebol Júnior e, logo na estreia, marcou os dois gols da vitória sobre o Remo de virada, por 2 a 1. Na Copinha, foi um dos principais nomes do Santos, sendo o artilheiro do time com sete gols em seis jogos. Na sequencia, foi inscrito na Lista B do Paulistão, com o time principal.
Ele fez sua estreia no time principal em 20 de abril de 2024, começando em uma vitória em casa por 2 a 0 na Série B sobre o Paysandu. Depois de ganhar uma única chance no profissional, o atacante perdeu espaço no time de Fábio Carille e voltou ao sub-20, onde regularmente foi titular.
Na Copa São Paulo de 2025, Enzo marcou 2 gols em 3 jogos.
Em fevereiro de 2025, Enzo Monteiro foi emprestado ao Auda FK, da Letônia, até o fim da temporada.

### Seleção Nacional
Monteiro representou a Bolívia no Campeonato Sul-Americano Sub-15 de 2019, fazendo cinco jogos.
Em 18 de agosto de 2023, ele foi convocado para a Seleção principal para um amistoso contra o Panamá e fez sua estreia internacional completa onze dias depois, entrando como substituto de Víctor Ábrego na derrota por 2 a 1 no Estádio Félix Capriles, em Cochabamba. No mesmo mês, foi convocado para a disputa dos jogos contra o Brasil no Mangueirão (Belém), e Argentina no Estádio Hernando Siles (Bolívia), pelas Eliminatórias para a Copa do Mundo de 2026.
Em novembro de 2023, marcou o gol da vitória da Bolívia Sub-23 em amistoso contra o Paraguai por 1 a 0.
Em agosto de 2024, foi convocado para os jogos contra Venezuela e Chile nas Eliminatórias da Copa do Mundo 2026. Em setembro, foi novamente convocado e jogou apenas os 15 últimos minutos e marcou um gol na vitória sobre a Venezuela por 4 a 0. No mesmo mês, foi convocado novamente para as Eliminatórias, contra a Colômbia em casa e a Argentina fora. No mês seguinte, foi convocado para os jogos contra o Equador, no Estádio Monumental Isidro Romero Carbo, em Guayaquil; e diante do Paraguai, no Estádio Municipal El Alto, no El Alto. Em 14 de novembro, foi titular na derrota da Bolívia por 4 a 0 contra o Equador em partida válida pela 11ª rodada das Eliminatórias.

### Títulos
Santos
- Campeonato Paulista - Sub-20: 2022
- Campeonato Brasileiro - Série B: 2024